# Marcin Fiałkowski
Marcin Fiałkowski (zm. 3 marca 2021) – polski fizyk, dr hab, profesor Instytutu Chemii Fizycznej PAN.

## Życiorys
W 1993 roku ukończył studia fizyczne na Uniwersytecie Jagiellońskim. 27 listopada 1997 obronił pracę doktorską Viscous Properties of Biaxial Nematic Liquid Crystals and Binary Mixtures of Uniaxial Nematic Liquid Crystals, 17 grudnia 2007 habilitował się na podstawie pracy zatytułowanej Teoria tworzenia mikrostruktur w układach typu reakcja-dyfuzja. Został zatrudniony na stanowisku profesora nadzwyczajnego w Instytucie Chemii Fizycznej Polskiej Akademii Nauk.
Zmarł 3 marca 2021.